# Els mandarins
Els mandarins (Les mandarines) és una novel·la escrita al 1954 per Simone de Beauvoir, guanyadora del Premi Goncourt. Es considera l'obra més important d'aquesta autora.

## Argument
La novel·la s'ambienta en la postguerra a França, després de la Segona Guerra Mundial. Té un marc intel·lectual influït per la política i els bàndols ideològics d'aquells anys. També tracta altres temes com el feminisme i l'existencialisme.
La novel·la gira al voltant de la vida de Henry Perron i Anne Dubreuilh, dos intel·lectuals. Perron és un rellevant escriptor i editor de L'Espoir, que manté una relació dissortada amb Paula. Anne Dubreuilh és una important psicòloga, casada amb Robert Dubreuilh, un altre important intel·lectual, amb qui té una filla, Nadine. Es considera que Perron és Albert Camus, que Robert és Jean-Paul Sartre, que Anne és Simone de Beauvoir i que L'Espoir és el diari Combat. A més, durant l'obra es mostra la relació que té Anne amb Lewis Brogan, un escriptor nord-americà que representa Nelson Algren, una de les relacions de Simone de Beauvoir als Estats Units i a qui li dedica el llibre una vegada publicat. Un altre personatge d'importància n'és Scriassine, un emigrant rus desencantat del comunisme i de qui es diu que simbolitza l'escriptor hongarès Arthur Koestler.
L'obra capta la incertesa i el desencís d'aquests anys, tan esperats, però amb la incertesa de si culminarien en una altra guerra.

## Premis
- Premi Goncourt (1954)